# Gabriela Wiener
Gabriela Wiener Bravo (Lima, Perú, 24 de noviembre de 1975) es una escritora y periodista peruana que pertenece al grupo de nuevos cronistas latinoamericanos. Reside en España desde el año 2003. En 2018 fue reconocida con el Premio Nacional de Periodismo de Perú por su periodismo de investigación sobre violencia de género.

## Biografía
Hija del analista político y periodista Raúl Wiener y de la trabajadora social Elsi Bravo Castillo, estudió lingüística y literatura en la Pontificia Universidad Católica del Perú. Realizó una maestría en cultura histórica y comunicaciones en la Universidad de Barcelona. En la capital catalana vivió de 2003 a 2011, año en que se mudó a Madrid.
Como periodista, ha trabajado en el diario El Comercio y ha sido miembro del consejo de redacción de la desaparecida revista Lateral, así como redactora jefe de la revista española Primera Línea y de la edición española de la Marie Claire. Ha escrito para numerosas publicaciones de otros países (Corriere della Sera, Words Without Borders, The White Review, Virginia Quaterly Review, Orsai, Esquire, Revue XXI, Clarín, El Universal, El Mercurio, La Vanguardia) y colabora una serie de medios (es columnista del diario peruano La República, corresponsal de la revista Etiqueta Negra, colaboradora de El País, La Mula, Primera Línea, Cosas Hombre, Eldiario.es). Colabora regularmente en Eldiario.es.
Sus textos han aparecido en diversas antologías (Selección Peruana 2015, Estruendomudo; Mejor que ficción. Crónicas ejemplares, Anagrama; Solo cuento, UNAM; Antología de la crónica latinoamericana actual, Alfaguara; Novísima relación, IFC; Matar en Barcelona, Alpha Decay; Mujeres que viajan solas, El Mercurio) y algunas de sus crónicas han sido traducidas al inglés, italiano y francés.
Su primer poemario, Cosas que deja la gente cuando se va, fue publicado como plaqueta por su alma máter en 2007 y en  2014 la editorial madrileña La Bella Varsovia lanzó Ejercicios para el endurecimiento del espíritu. Es autora de varios libros de no ficción, exponentes del llamado periodismo gonzo: Llamada perdida, Sexografías, Nueve lunas, Mozart, la iguana con priapismo y otras historias. 
Como parte de su trabajo literario, ha realizado varias performances tanto junto a su pareja Jaime Rodríguez Z. (Dímelo delante de ella, 1986, sobre las fronteras entre lo público y lo privado y la memoria íntima), como individualmente (Qué locura enamorarme yo de ti, FILSA 2018).

### Vida personal
Fue trieja con el poeta y periodista limeño Jaime Rodríguez Z. y de la música y activista madrileña Rocío Lanchares Bardají, con quienes mantuvo una relación poliamorosa durante varios años que ya finalizó. 
La autora ha compartido en diversas entrevistas su experiencia con formas no tradicionales de convivencia y vínculos afectivos. Prefiere mantener en reserva los aspectos relacionados con su vida familiar, especialmente aquellos que involucran a menores de edad.

## Obras
- Cosas que deja la gente cuando se va, plaqueta de poesía, Pontificia Universidad Católica del Perú, Estudios Generales Letras, Lima, 2007
- Sexografías, libro entre el periodismo narrativo y memorias sexuales; Melusina, Barcelona / Planeta, Lima, 2008.
  - Reedición: Seix Barral, Colombia y Perú, 2015.
  - Traducción al italiano: Corpo a corpo, La Nuova Frontiera, 2012.[22]
  - Traducción al inglés: Sexographies, Restless Books, 2018.[23]
  - Traducción al polaco: Seksografie. Reportaż uczestniczący o pokusach i pragnieniach, Editorial Prószyński i S-ka, 2020.[24]
- Nueve lunas, sobre su embarazo; Mondadori, Barcelona, 2009 (también Planeta, Lima; Marea, Buenos Aires, 2012; Seix Barral, Colombia y Perú).
  - Traducción al inglés: Nine moons, Restless Books, 2020.
- Mozart, la iguana con priapismo y otras historias, recopilación de crónicas, Sigueleyendo, Barcelona, 2011
- Kit de supervivencia para el fin del mundo, Flash Relatos, 2012
- Llamada perdida, relatos autobiográficos; Estruendomudo, Lima, 2014 (Malpaso Ediciones, Barcelona, 2015; Estruendomudo CL, 2018)
- Ejercicios para el endurecimiento del espíritu, La Bella Varsovia, Madrid, 2014 (Pesopluma, Lima, 2016)
- Dicen de mí, Estruendomudo, Lima, 2017
- Qué locura enamorarme yo de ti, en colaboración con Mariana de Althaus, Lima, agosto, 2019.
- Tranquilas: Historias para ir solas por la noche. Ed. Lumen, 2019.
- Huaco retrato, (Literatura Random House, 2021)
  - Traducción al francés: Portrait huaco, Métaillé, 2023.
- Una pequeña fiesta llamada Eternidad, (Los Libros de la Mujer Rota, 2023)
- Atusparia, (Literatura Random House, 2024)